# Arie van Deursen

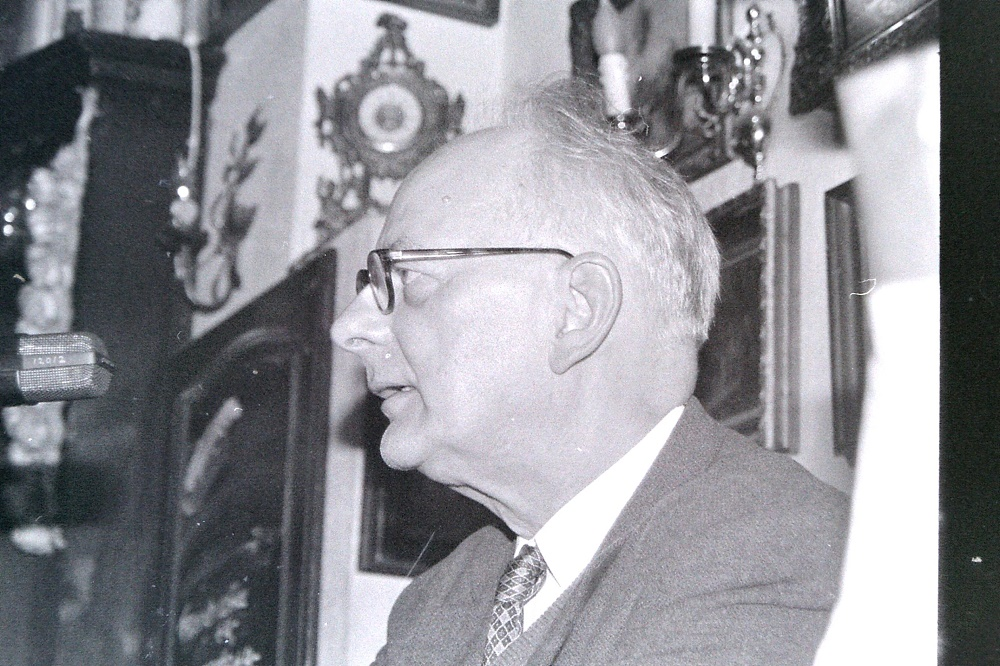
Arie van Deursen (2002)

Arie Theodorus van Deursen (ur. 23 czerwca 1931 w Groningen, zm. 21 listopada 2011 w Oegstgeest) – holenderski historyk. Badał przede wszystkim wczesnonowożytne dzieje Republiki Zjednoczonych Prowincji Niderlandów.
Arie van Deursen napisał kilka książek o życiu codziennym w Holandii XVII i XVIII wieku, ówczesnych sporach religijnych (Jacobus Arminius kontra Franciscus Gomarus) i sytuacji politycznej tego okresu. Jako ortodoksyjny chrześcijanin interesował się też zjawiskiem sekularyzacji Zachodu.
Był członkiem Królewskiej Holenderskiej Akademii Sztuk i Nauk.

## Książki
- Professions et métiers interdits: Un aspect de l'histoire de la révocation de l'Édit de Nantes, Groningen: Wolters 1960 (doktorat)
- Honni soit qui mal y pense? De Republiek tussen de mogendheden (1610–1612), Amsterdam: Noord-Hollandsche Uitgevers Maatschappij 1965
- Bavianen en slijkgeuzen: Kerk en kerkvolk ten tijde van Maurits en Oldenbarnevelt, Assen: Van Gorcum 1974 (ISBN 90-5194-185-4)
- Mensen van klein vermogen: Het kopergeld van de Gouden Eeuw, Amsterdam: Bert Bakker 1991 (ISBN 90-351-1011-0). Przekład angielski Plain lives in the Golden Age. Popular culture, religion and society in seventeenth-century Holland. Cambridge: Cambridge University Press 1991.
- Een dorp in de polder: Graft in de zeventiende eeuw, Amsterdam: Bert Bakker 1994
- Willem van Oranje: een biografisch portret, Amsterdam: Bert Bakker 1995
- De Bataafse revolutie (1795–1995), Apeldoorn: Willem de Zwijgerstichting 1995
- Geleefd geloven: geschiedenis van de protestantse vroomheid in Nederland (coauthor: G.J. Schutte), Assen: Van Gorcum 1996
- Maurits van Nassau, 1567-1625: de winnaar die faalde, Amsterdam: Bert Bakker 2000
- Rust niet voordat gy ze van buiten kunt: de Tien Geboden in de 17e eeuw, Kampen: De Groot Goudriaan 2004
- De last van veel geluk: De geschiedenis van Nederland 1555-1702, Amsterdam: Bert Bakker 2004 (ISBN 90-351-2627-0)
- Een hoeksteen in het verzuilde bestel: De Vrije Universiteit 1880-2005, Amsterdam: Bert Bakker 2005 (ISBN 90-351-2867-2)
- De admiraal: De wereld van Michiel Adriaenszoon de Ruyter, Franeker: Van Wijnen 2007 (ISBN 978-90-5194-282-8)